# Ямада Отодзо
Отодзо Ямада (яп. 山田 乙三; 6 листопада 1881, префектура Наґано, Японська імперія — 18 липня 1965, Токіо, Японія) — японський військовий і державний діяч, генерал-губернатор Квантунської області, генерал Імперської армії Японії, учасник Другої світової війни, воєнний злочинець. Після завершення війни був одним із підсудних під час Хабаровського процесу, за результатами якого засуджений до 25 років ув'язнення. 

## Початок кар'єри
Отодзо Ічікава народився 6 листопада 1881 року в префектурі Наґано у сім'ї армійського бухгалтера. Він був третім сином, тому невдовзі його віддали на всиновлення бездітній сім'ї Ямада. Саме так він прийняв ім'я Отодзо Ямада. Після завершення початкової і середньої школи, воліючи стати військовим, вступив до Військової академії армії Японії, яку закінчив 1903 року, отримавши військове звання молодшого лейтенанта та призначення до 3-о кавалерійського полку. 
У лютому 1905 року став лейтенантом і повернувся до Військової академії, де працював інструктором. Паралельно з цим вступив до Вищої військової академії армії, звідки випустився у вересні 1912 року, отримавши підвищення до капітана. 
Надалі Отодзо брав участь у Першій світовій війні. 

## Між світовими війнами
1918 року став майором, а вже у серпні 1922 року — підполковником. У серпні 1925 року підвищений до полковника та призначений командиром 26-о кавалерійського полку. Наступного року очолив штаб Корейської армії, а з 1927 року працював у відділі зв'язку Генерального штабу Імперської армії Японії. У серпні 1930 року отримав звання генерал-майора та очолив кавалерійську школу. 

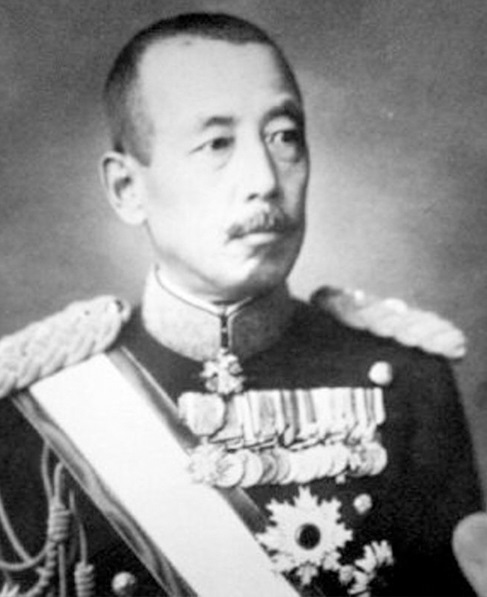
Генерал Ямада в парадному мундирі

1931 року Ямада повернувся до керування бойовими формуваннями, прийнявши командування 4-ю кавалерійською бригадою. У серпні 1934 року став генерал-лейтенантом і очолив Військову академію армії Японії. 

## Тихоокеанський театр
З початком війни у Китаї Ямада став командиром 12-ї дивізії, яка розташовувалася в Маньчжоу-Го. Це було елітне формування з надзвичайно великим арсеналом зброї. Проте на його чолі він пробув недовго, а тому не встиг себе проявити, адже вже 1938 року прийняв командування 3-ю армією, а потім — Центральною експедиційною армією в Китаї, з якими брав участь у бойових діях, успішно виконуючи поставлені завдання. У серпні 1940 року отримав звання генерала та став інспектором Генерального штабу армії з питань військової підготовки.
1944 року прем'єр-міністр Тодзьо пішов у відставку. Тоді ж Ямада був відправлений до Маньчжоу-Го, де одночасно очолив Квантунську армію, був послом Японії у Маньчжоу-Го й генерал-губернатором Квантунської області. Він усвідомлював, що Радянський Союз готувався до війни й одразу повідомив імператора про це. Більше того, він звертав увагу на те, що не зможе утримати кордон, адже Квантунська армія була послаблена передислокацією значної кількості досвідчених солдатів на Тихоокеанське побережжя. Проте з Токіо повідомили, що зайвих резервів немає, а тому у випадку початку нової війни йому доведеться самому розбиратися у ситуації. Саме тому Ямада намагався організувати велику кількість погано навчених призовників та представників тилових частин у боєздатну армію, чого не зміг зробити через брак часу. 

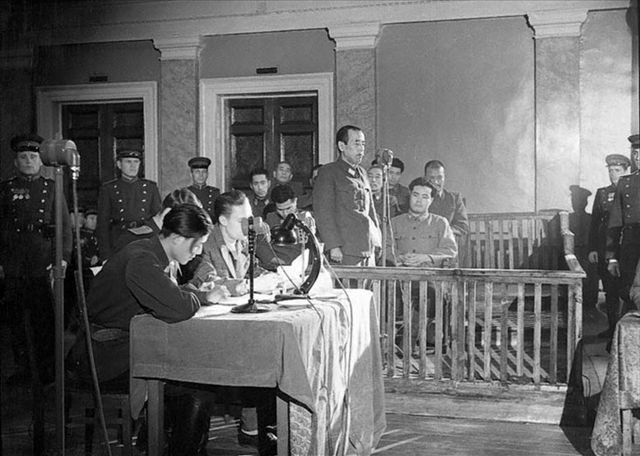
Отодзо Ямада дає свідчення на Хабаровському процесі, 1949 рік

9 серпня 1945 року радянські війська ввійшли на територію Маньчжурії. Більшість сил Отодзо були небоєздатними й доволі швидко припинили опір. Сам генерал, слідуючи прямому наказу імператора, з останніх сил намагався організувати оборону, проте через брак живої сили, досвідчених офіцерів та техніки не зміг цього належним чином зробити. Після низки невдалих контратак і пропозиції про перемир'я, що залишилася без відповіді, 20 серпня 1945 року він був змушений віддати наказ про капітуляцію Квантунської армії, хоча фактично вона продовжувала чинити опір ще протягом декількох наступних днів.
Після завершення Другої світової війни Ямада потрапив до радянського полону й був фігурантом Хабаровського процесу. За його результатами було встановлено, що Отодзо сприяв діяльності Загону 731, заохочував експерименти над людьми з метою виготовлення високоефективної хімічної та бактеріологічної зброї, що призвело до тисяч смертей. Генерала засудили до 25 років ув'язнення.
1956 року він був достроково звільнений і репатрійований до Японії. Надалі жив у столиці, де й помер 18 липня 1965 року. 

## У культурі
- У фільмі «Через Гобі та Хінган» спільного радянсько-монгольського виробництва названо «Ямада Тодзе».
- У художньому фільмі «Орден» показано епізод полону Ямади десантом Червоної Армії у Харбіні.